# Рівень (броварня)
ТОВ «Рівень ЛТД» — підприємство харчової промисловості України, зайняте у галузі броварництва та реалізації пива. Розташоване у місті Рівному. Збут продукції орієнтований здебільшого на ринок Рівненської , Волинської Львівської, Івано-Франківської, Київської областей та інших регіонів України.

## Історія

Рівненська броварня «Рівень»

ТОВ «Рівень ЛТД» веде свою історію від 1849 року — року першої відомої письмової згадки про наявність у Рівному пивоварного виробництва. Подальший розквіт виробництва пива у Рівному пов'язується з діяльністю чеських переселенців, які активно імігрували до Російської імперії протягом 1860-х років і наприкінці десятиріччя з'явилися й на теренах Рівненського повіту Волинської губернії.
Розширення промислового виробництва пива у Рівному пов'язують з відкриттям у 1900 році виробничих потужностей «Парового пивоваренного завода „Бергшлоссъ“», які задовольняли потреби міста та прилеглих містечок як за російської влади, так й згодом, за часів Другої Польської республіки.
Завод «Бергшлоссъ» було націоналізовано радянською владою протягом перших місяців після входження до Рівного радянських військ у вересні 1939 року. Згодом підприємство продовжувало випуск пива протягом німецької окупації 1941-44 років. Після повернення радянської влади на територію України Рівненський пивзавод працював як складова частина Рівненського пивоб'єднання Мінхарчопрому УРСР.
Підприємство було приватизоване зі створенням відкритого акціонерного товариства у 1990-х.

## Асортимент продукції
- «Богемське» — Густина 12 %. Алк.об. 4,5 %.
- «Празьке» — Густина 12 %. Алк.об. 4,3 %.
- «Бергшлосс» — Густина 14,5 %. Алк.об. 6,5 %.
- «Бергшлосс Чорний» — Густина 13 %. Алк.об. 5,0 %.
- «Віденське» — Густина 11 %. Алк.об. 4,0 %.

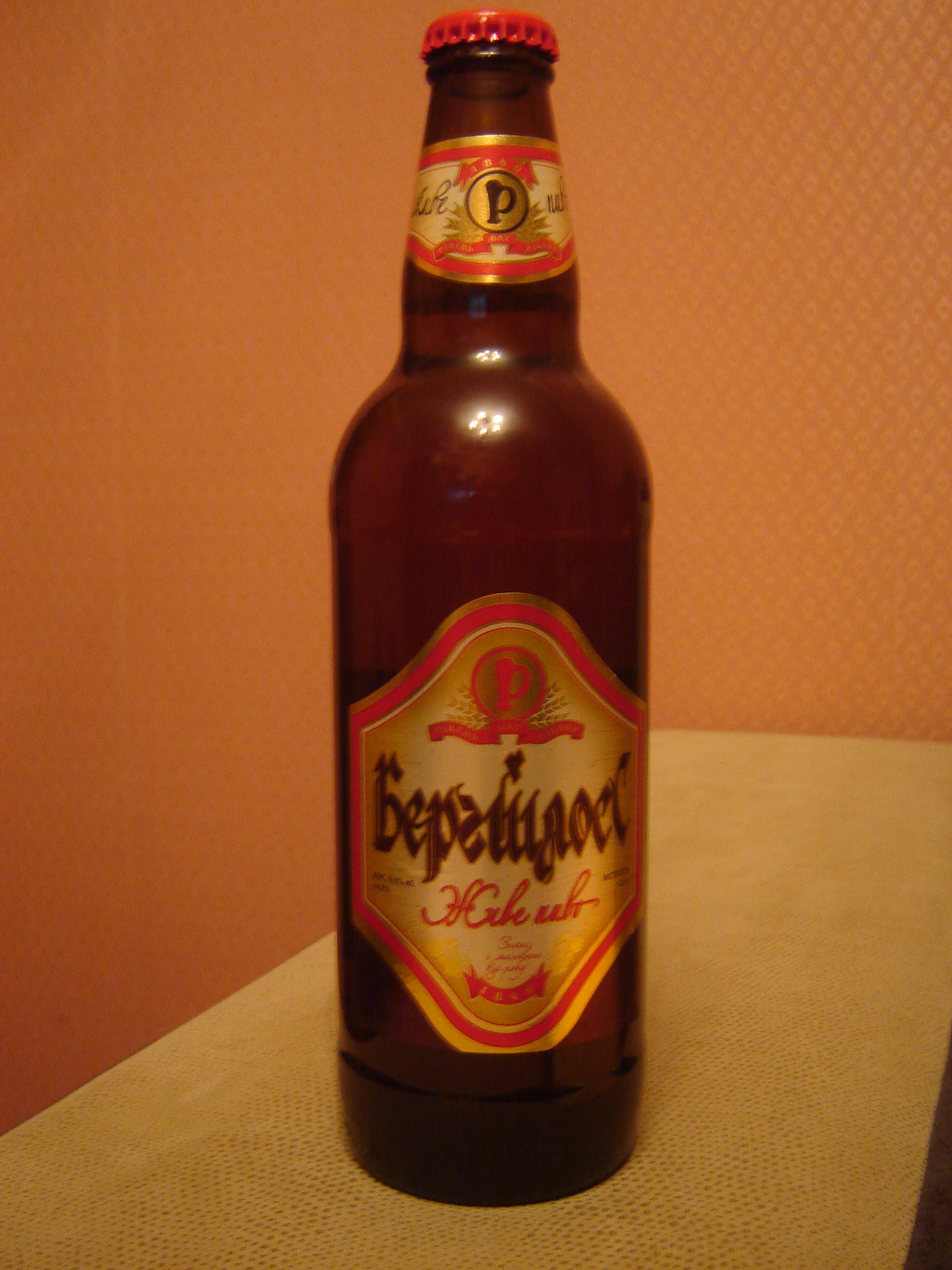
Пляшка пива «Бергшлосс».

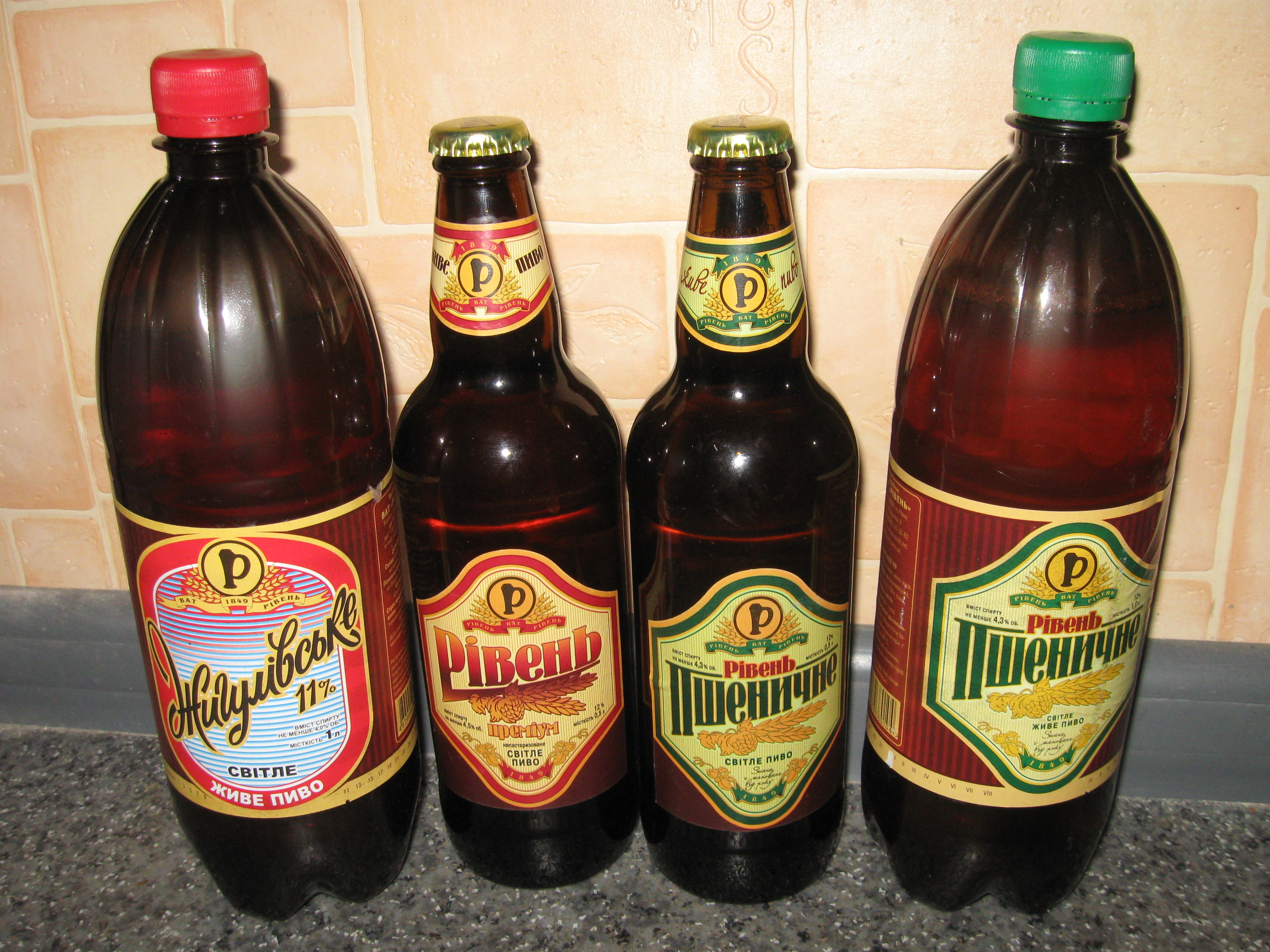
Зразки асоритиментного ряду броварні.

Усі сорти пива ТОВ "Рівень ЛТД є «живими» (непастеризованими) та мають обмежений термін придатности — 30 діб.

## Нагороди
Висока якість пива ВАТ «Рівень» багаторазово відзначалася медалями щорічних Міжнародних професійних конкурсів пива, безалкогольних, слабоградусних напоїв та мінеральних вод «Свято пива» (м. Київ).
Підприємство — переможець відкритого рейтингу популярності «Гордість міста» Виконавчого комітету Рівненської міської ради в номінації «Найкраща торгова марка».